# Paul Lange
Paul Lange (21. srpna 1853, Planschwitz, dnes místní část města Oelsnitz – 30. července 1932, Lipsko) byl německý architekt, působící v Sasku a v severních Čechách; představitel historismu a secese.
Vynikl zejména v oblasti protestantské sakrální architektury. Vytvořil mj. plány evangelických kostelů v Lovosicích, Trmicích, Litoměřicích a Jáchymově.

## Galerie

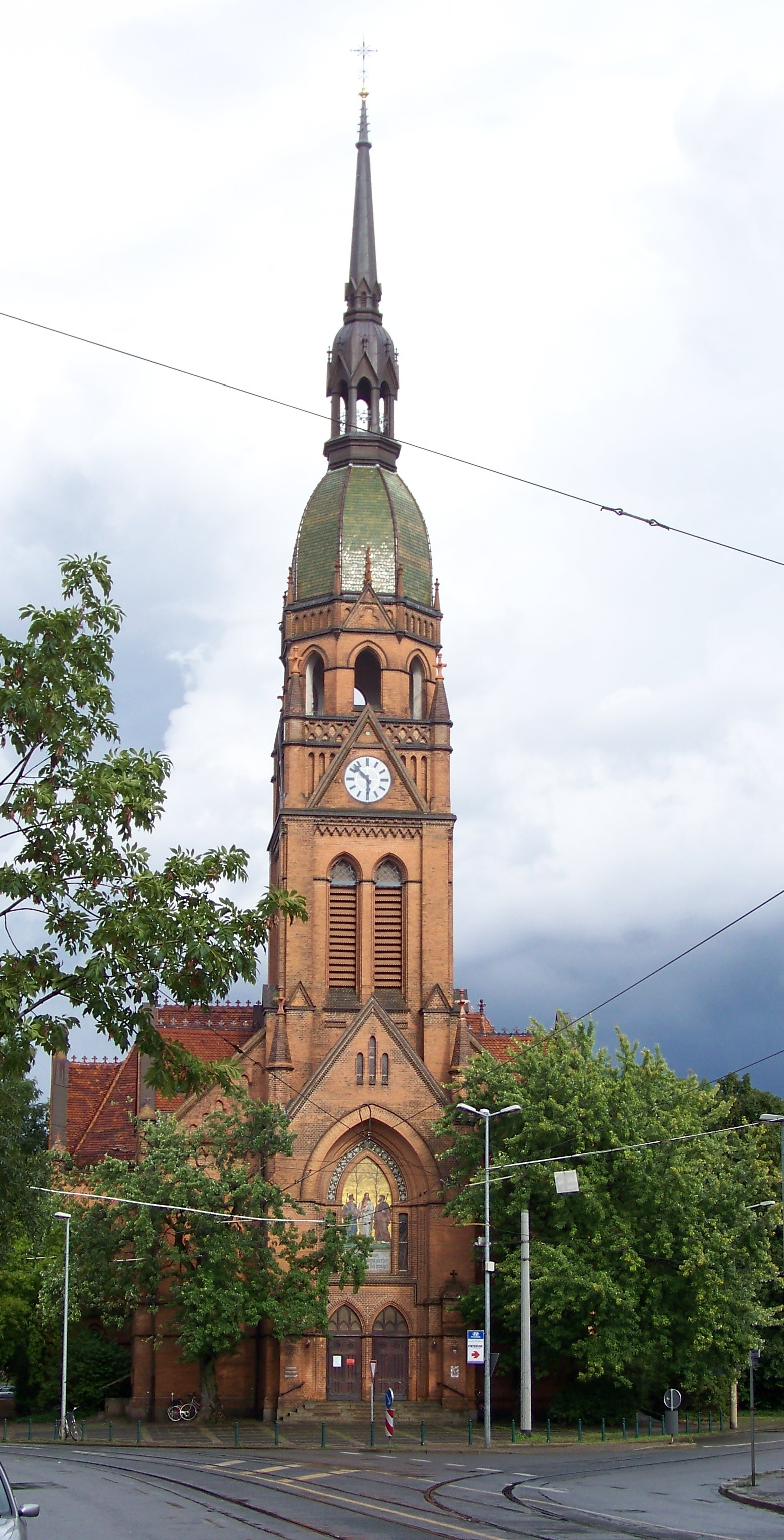
Emauzský kostel v Lipsku
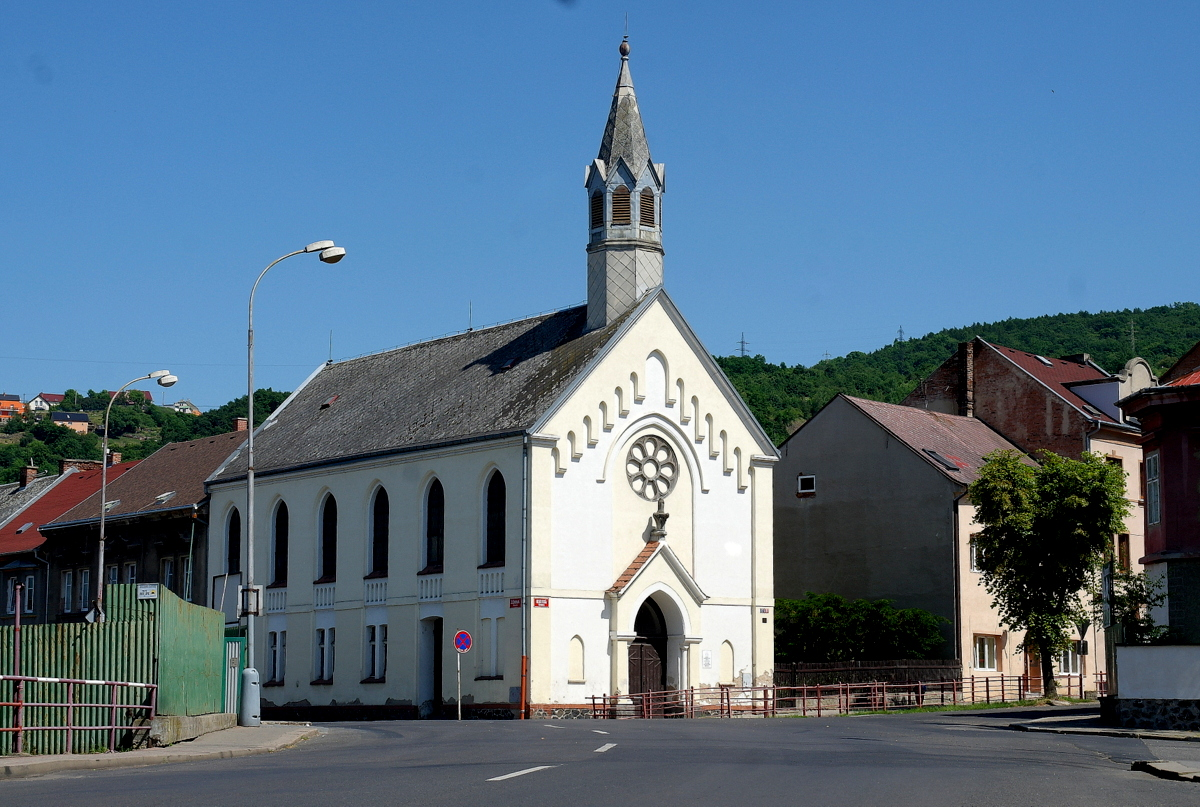
Evangelický kostel Pána Ježíše v Trmicích
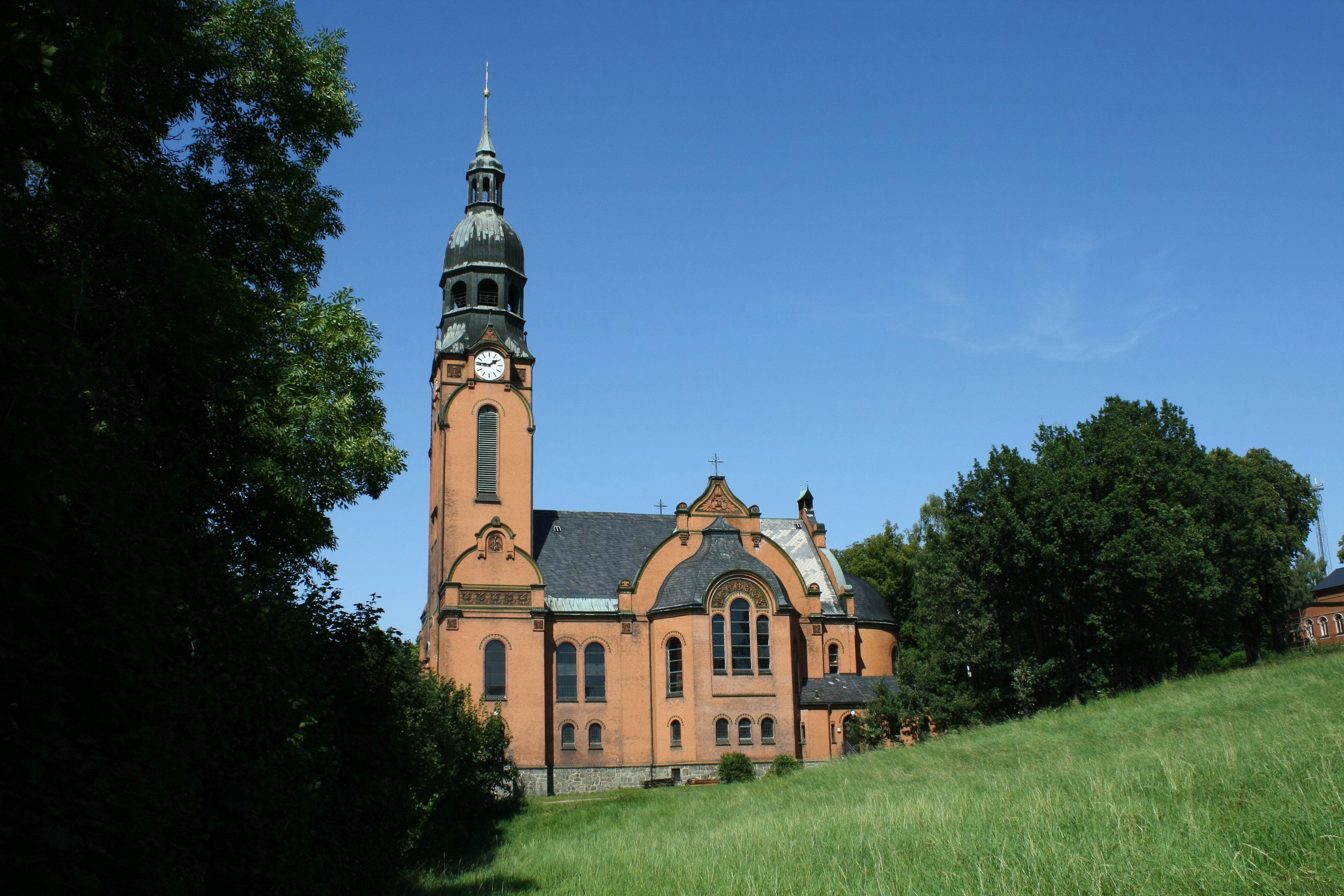
Lutherův kostel v Saské Kamenici (čtvrť Harthau)
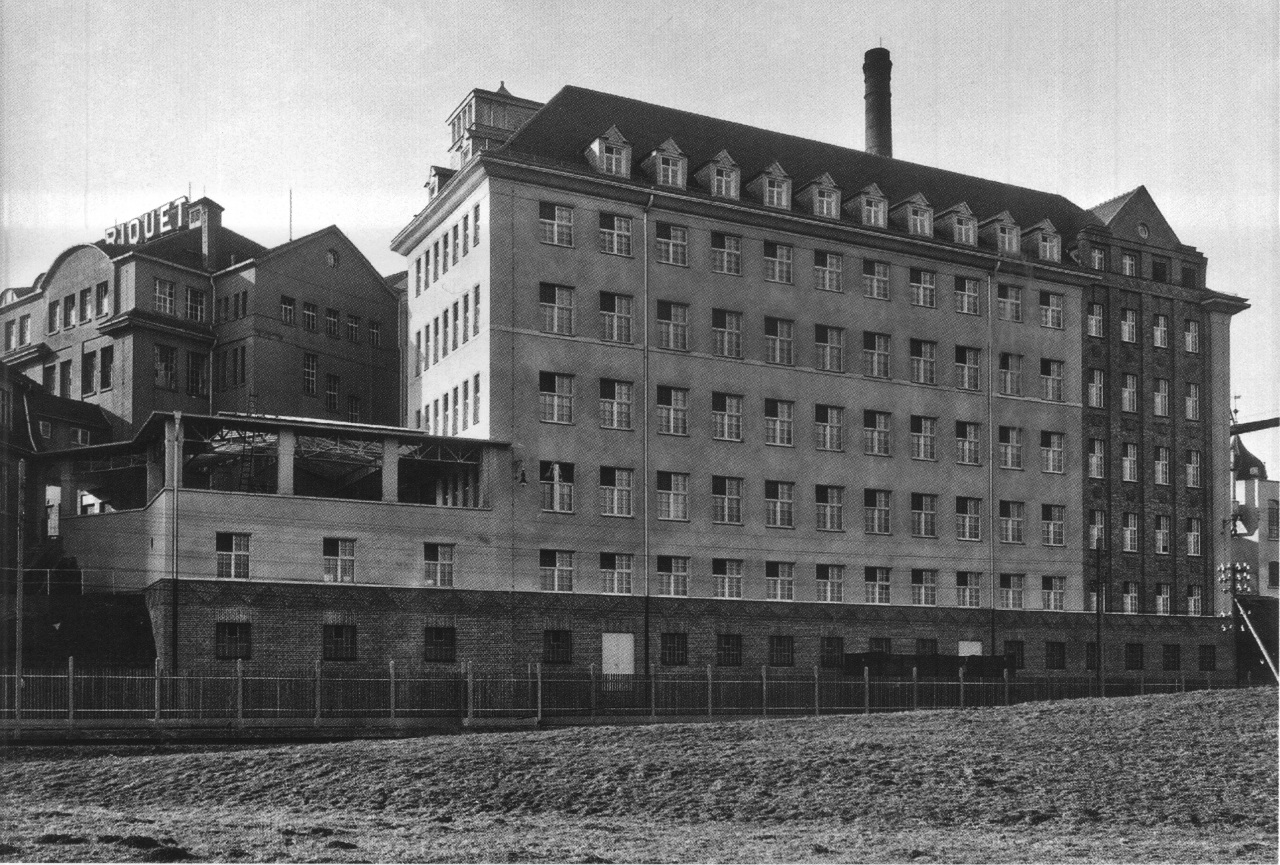
Čokoládovna Riquet & Co. v Gautzschi